# 胜利蒙古族乡
胜利蒙古族乡是中华人民共和国黑龙江省齐齐哈尔市泰来县下辖的一个民族乡。

## 行政区划
胜利蒙古族乡下辖以下村级行政区划单位：
二龙村、三合村、半拉山村、黑帝村和哈拉村。